# Dionte Christmas
Dionte Lamont Christmas (Filadelfia, 15 settembre 1986) è un ex cestista statunitense.

## Palmarès

### Squadra
- Campionato italiano: 1 (revocato)

Mens Sana Siena: 2012-2013

### Individuale
- All-Atlantic 10 Most Improved Player of the Year (2007)
- Atlantic 10 Tournament Winner (2009)
- Atlantic 10 Tournament MVP (2009)
- NCAA All-America Honorable Mention (2009)